# Motorvägar i Slovenien
Slovenien har motorvägar som till största del är byggda under den tid då det dåvarande Jugoslavien existerade. De flesta slovenska motorvägar är byggda mellan 1960- och 1980-talet. De byggdes till stor del under den tid då Tito styrde Jugoslavien och den främsta avsikten var från början att knyta ihop de olika delarna av det som då var Jugoslavien. Efter att Slovenien blev självständigt fick landet en ekonomi som var bättre än de övriga länderna som separerade från Jugoslavien. Utbyggnaderna av motorvägar har därför fortsatt men i en ganska långsam takt trots landets goda ekonomi. En ny motorväg från Maribor till Ungern är under byggnad. En annan ny motorväg som är under byggnad är en ny motorväg som ska gå från Maribor till Kroatien. Från Ljubljana finns dock redan motorväg till Kroatien. Motorvägen mellan Ljubljana och Belgrad via Zagreb var nämligen en mycket viktig motorväg som skulle binda ihop Jugoslaviens städer och folk.
Sloveniens motorvägsnät möts i huvudstaden Ljubljana där de går längs med en ringled runtom huvudstaden. Motorvägarna i landet går i en nordväst-sydöstlig axel mellan Österrike och Kroatien och en sydvästlig-nordöstlig axel från kusten och Italien till Österrike och i framtiden Ungern och Budapest.

## Motorvägssträckor i Slovenien
- A1 / E61/E70: Koper - Ljubljana
- A1 / E57: Ljubljana - Maribor - (Österrike)
- A2 / E70: Ljubljana - Pluska (avbrott) samt Kronovo - (Kroatien)
- A2 / E61: Ljubljana - Kranj - Jesenice (avbrott från Podtabor till Jesenice) - (Österrike)
- A3 / E70: Divaca - (Italien) motorväg som ansluter mellan motorvägen A1 och italienska gränsen
- A4:  Maribor - Ptuj - Gruškovje - (Kroatien) (under konstruktion, klar 2009
- A5 / E653: Maribor - Lendava - (Ungern) (under byggnad)

Det finns tre europavägar i Slovenien utöver dem i listan som dock inte är motorvägar: E59, E652 och E751.